# Instituto de Educação Anísio Teixeira
O Instituto de Educação Anísio Teixeira é uma instituição de ensino secundário da cidade de Caetité, estado da Bahia, fundada sob as premissas do pedagogo natural da cidade Anísio Teixeira.

## Histórico

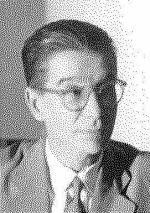
O educador Anísio Teixeira

Em 1896 o também caetiteense, governador Rodrigues Lima constituiu a Escola Normal de Caetité, instituição modelar, primeira do Alto Sertão baiano a formar professores.
Por razões políticas, foi entretanto fechada, no governo de Severino Vieira. Em suas instalações, porém, foi constituído por quase duas décadas o Instituto São Luís Gonzaga, de padres jesuítas europeus, dotando a cidade sertaneja da mais alta qualidade de ensino.
No ano de 1926, sendo governador Góes Calmon, e Anísio Teixeira o equivalente a secretário de educação, a Escola Normal é novamente instituída, sendo para Caetité enviados os melhores mestres, mantendo assim a longa tradição que tornaria esta pequena cidade reconhecida pela formação cultural e intelectual privilegiada.

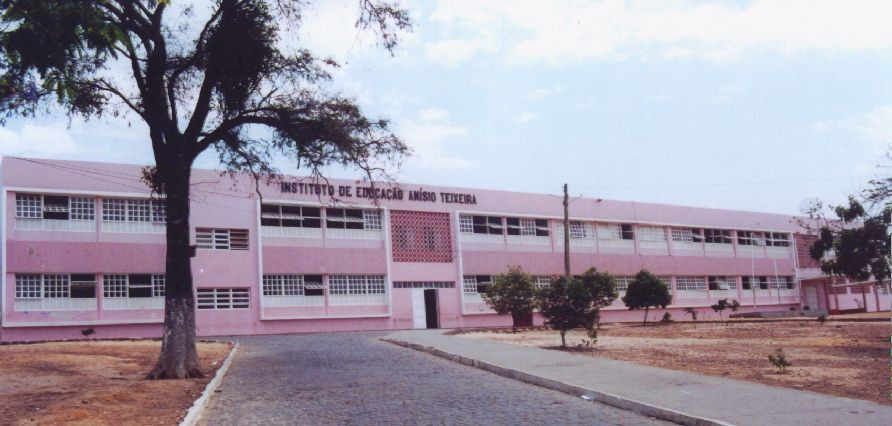
o Instituto, em 2000

Na década de 1950, no governo de Octávio Mangabeira, Anísio Teixeira é feito novamente secretário. Um imenso terreno é adquirido, sendo intenção do educador implantar em sua cidade natal um projeto de educação integral, nos moldes que planejara em outra instituição da capital, a chamada "Escola Parque" - e que posteriormente inspiraria os modelos dos CIACs e CIEPs: a Escola Normal, assim, mudava de sede, e passava a chamar-se Instituto de Educação Anísio Teixeira - uma justa homenagem ao educador.

## Diretores
Dentre os diretores que fizeram a História deste Instituto, alguns tornaram-se posteriormente, assim como o Padre Luís Soares Palmeira, Secretários de Educação do estado, como o Prof. Edgard Pitangueiras - o primeiro diretor - Aloysio Short e Junqueira Ayres (todos homenageados no estado, em diversas localidades, como o Estádio Junqueira Ayres, em São Francisco do Conde), e ainda Alfredo José da Silva, Hieront Batista Neves (que foram Intendentes da cidade), Helena Lima Santos, Vanni Silveira, Elza Teixeira, Idalina Cardoso, Tereza Guanais e Fabiano Carvalho Cotrim, entre outros.

## Alunos
Dentre os ex-alunos do Instituto - desde os tempos em que era a Escola Normal - contam-se diversos magistrados, juristas, catedráticos, escritores, como Tânia Martins, Castro Guerra, Oliveiros Guanais, Erivaldo Fagundes Neves, Benito Teixeira (Presidente do Tribunal de Justiça da Bahia), o deputado Paulo Jackson, dentre muitos outros.
Em 2007, apesar das dificuldades enfrentadas pelo sistema educacional público, a aluna Vanessa Teixeira de Carvalho foi classificada para participar, como representante da Bahia, na competição Soletrando do programa Caldeirão do Huck, tendo vencido representantes de todo o estado.